# Sodoma

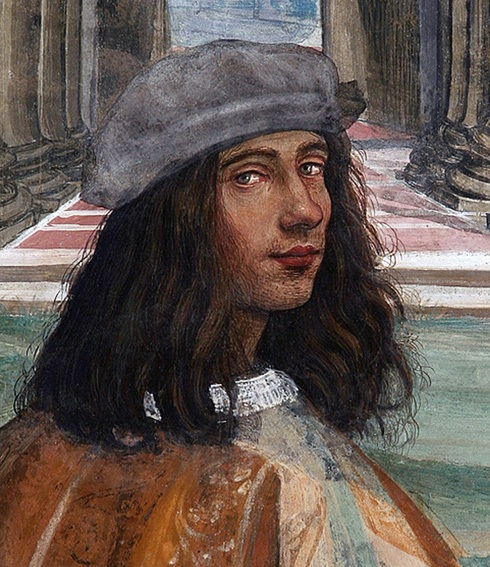
Selbstporträt Sodomas in Monte Oliveto (Ausschnitt)

Sodoma (* 1477 in Vercelli, Piemont; † 15. Februar 1549 in Siena; eigentlich Giovanni Antonio Bazzi) war ein italienischer Maler.

## Leben
Sein Vater war der Schuhmacher Giacomo Bazzi aus Brissago TI, seine Mutter war Angelina di Niccolò da Bergamo. 1490 wurde Sodoma von seinem Vater beim damals in Vercelli führenden Meister Giovanni Martino Spanzotti, genannt Martino di Casale, für sieben Jahre in die Lehre gegeben. Nach dem Ende seiner Ausbildung ging Bazzi zunächst 1498 nach Mailand, wo Leonardo da Vinci gerade sein Seccogemälde Das Abendmahl vollendet hatte. Ob Sodoma jemals persönlich mit da Vinci zusammentraf, ist nicht gesichert. Jedenfalls war er von dessen Stil stark beeinflusst.
Die Kaufleute Spannocchi luden Bazzi 1499 nach Siena ein, das fortan zur Wahlheimat von Sodoma wurde. Dank der hervorragenden geschäftlichen und familiären Verbindungen des Handelshauses Spannocchi bekam Bazzi schnell Aufträge aus den höchsten Kreisen der Stadt. Prägend für das weitere Schaffen von Sodoma sollten die farbenprächtigen, großformatigen Fresken werden, die sein Kollege Pinturicchio ab dem Frühjahr 1503 im Auftrag des Kardinals und späteren Papstes Francesco Piccolomini in der Libreria von Siena malte. Im kleinen Kloster Santa Anna in Creta bei Pienza versuchte sich Sodoma ab Ende 1503 an seinem ersten umfangreicheren Fresko (Das Wunder der fünf Brote und zwei Fische).

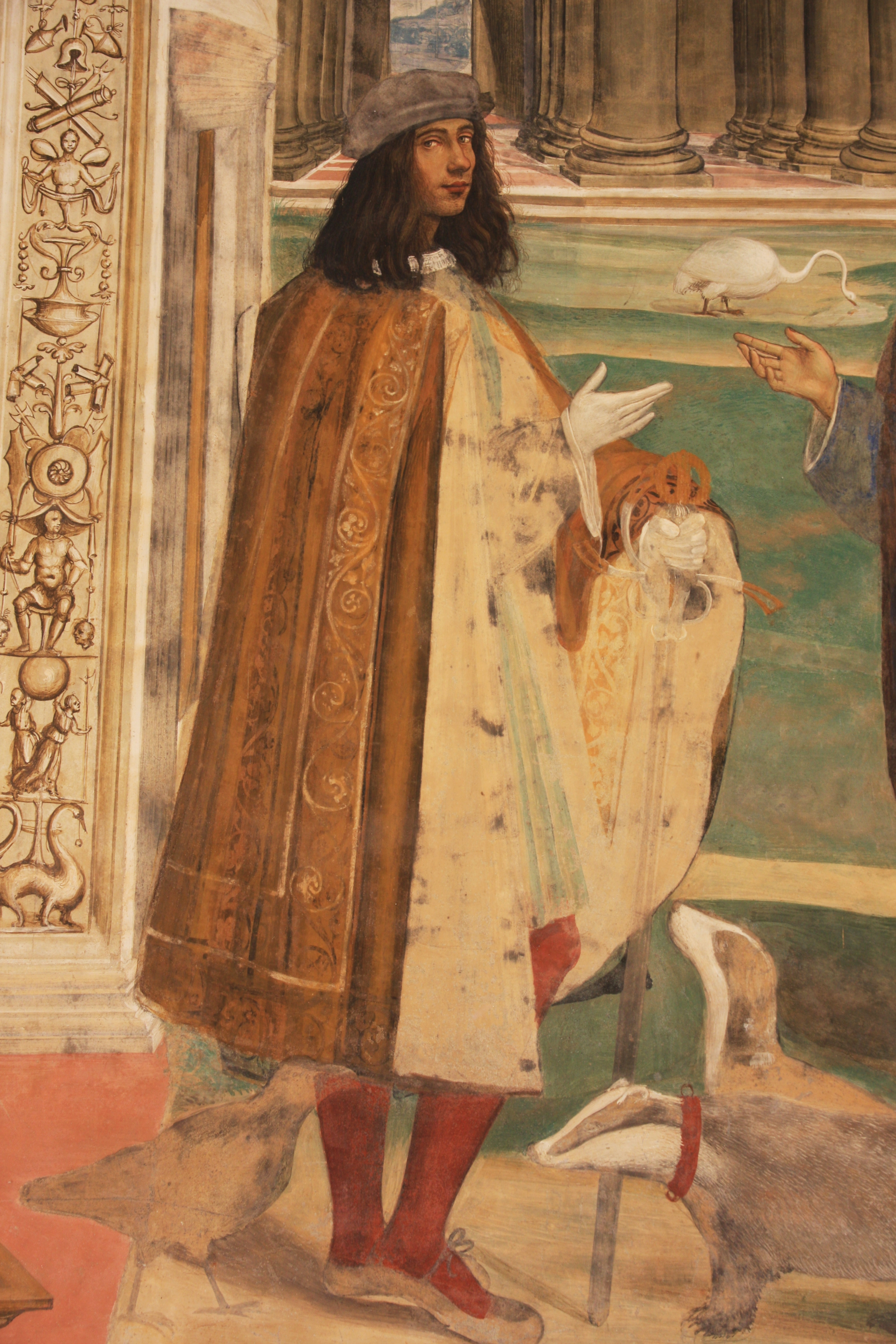
Selbstporträt Sodomas auf einem Fresko in der Abtei Monte Oliveto Maggiore bei Siena

Im wesentlich reicheren Benediktiner-Kloster Monte Oliveto Maggiore, etwa 35 Kilometer südöstlich von Siena, hatte der Maler Luca Signorelli einen Großauftrag für einen Freskenzyklus im Kreuzgang über das Leben des Hl. Benedikt vorzeitig abbrechen müssen, da er nach Siena zurückgerufen worden war. Die Mönche waren folglich auf der Suche nach einem Vollender der Arbeit. Sodoma wandte sich an den Generaloberen der Benediktiner, Domencio da Leccio, einem lombardischen Landsmann, und erhielt den Auftrag. 1505/06 malte Bazzi 26 der insgesamt 35 großformatigen Szenen aus dem Leben des Hl. Benedikt, die wegen ihrer üppigen Farbigkeit und des teils drastischen Realismus bis heute eine Touristenattraktion sind. Auf dem dritten Fresko der chronologischen Reihenfolge, dem sog. Sieb-Wunder des Benedikt, hat sich Sodoma selbst porträtiert, als ausgesprochen vornehmer Edelmann mit Dachsen und anderen Tieren zu seinen Füßen, was als Ironie oder Exaltiertheit interpretiert wurde. Den kostbaren, braunen Damast-Mantel und das Schwert hatte der Künstler im Mai 1506 dem Kloster abgekauft, ursprünglich gehörte beides dem Mailänder Edelmann Giovanni Ambrogio, der ins Kloster eingetreten war. Dass das Schwert, ein Zeichen des Ritterstands, nachträglich eingefügt wurde, nachdem Sodoma 1508/09 in Rom zum Cavaliere di Cristo ernannt worden war, ist unwahrscheinlich. Bazzi arbeitete im Vergleich zu anderen Künstlern seiner Zeit „blitzschnell“, impulsiv und virtuos – mühselige Detailarbeit liebte er nicht: „Giovannantonio verfuhr mit unglaublicher Kühnheit bei seiner Freskenmalerei. Sehr selten nur ritzte er die Contouren nach dem Carton vor, und selbst wo er dies tat, richtete er sich nie gern darnach. Frei, wie seine Hand ging, schuf er bei der Ausführung seine Gestalten von Neuem.“
Für die Kirche San Francesco in Siena malte Sodoma eine berühmt gewordene Kreuzabnahme. Einer der reichsten und angesehensten Männer Italiens, Agostino Chigi, Schatzmeister der Päpste und Kunstmäzen, holte Bazzi schließlich 1507 nach Rom, wo im selben Jahr am 15. April der Grundstein für den neuen Petersdom gelegt wurde und die Künstlerszene in voller Blüte stand. In der Stanza della Segnatura entwarf Sodoma ein Deckengemälde, das später in veränderter Form von Raffael ausgeführt wurde. Im Palast der Konservatoren führte Bazzi vier, heute weitgehend zerstörte, Fresken mit antiken Motiven aus.
Mit den prominentesten Malern der Zeit, Michelangelo und Raffael, scheint Sodoma keinen Kontakt gesucht zu haben. Eine Freundschaft pflegte er dagegen bis ins hohe Alter mit Pietro Aretino. Mangels anderer Aufträge in Rom kehrte Bazzi mit seinem Gönner Chigi 1509 zunächst nach Siena zurück, ging aber 1514 erneut nach Rom und malte in der Villa Farnesina seine berühmtesten Fresken: Alexander vor der Familie des Dareios und seine Vermählung mit Roxane, ein Bild, das durch Liebenswürdigkeit der Erfindung und Zartheit des Ausdrucks bezaubert. Damals erhob ihn Leo X. für ein Bild der Römerin Lucretia in den Ritterstand.

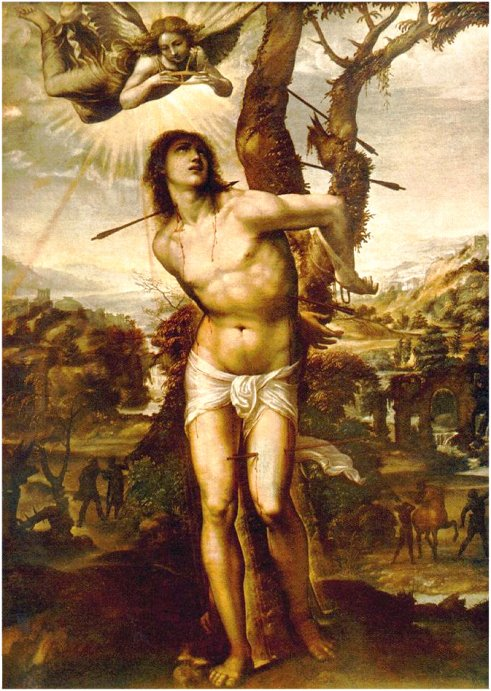
Hl. Sebastian

1515 hielt sich Sodoma erstmals bei den Appiani in Piombino auf, wo Fürst Jacob V. einer seiner Gönner wurde, und reiste danach zurück nach Siena, wo er 1518 vier Fresken aus der Geschichte der Maria im Oratorium von San Bernardino malte. Zwischen 1518 und 1525 schien er sich in Oberitalien aufgehalten zu haben, wo er mehr von der lombardischen Schule beeinflusst wurde. Von 1525 bis 1537 war der Maler wieder in Siena ansässig, wo er seit 1525 die Fresken aus dem Leben der Heiligen Katharina in der Kapelle der Heiligen in der Kirche San Domenico, ein durch Tiefe und Wahrheit der Empfindung ausgezeichnetes Hauptwerk des Künstlers, und später mehrere Heiligengestalten, die Auferstehung Christi u. a. im Stadthaus malte. 1542 war er zu Pisa tätig. Im Jahr darauf schuf er im Kloster San Ponziano in Lucca an der Wand über der Treppe zum Schlafsaal der Mönche sein möglicherweise letztes Bild, eine Madonna.
Von seinen Tafelbildern sind noch die heilige Familie mit Calixtus (im Stadthaus zu Siena), die Anbetung der Könige (in Sant’ Agostino daselbst) sowie eine Prozessionsfahne mit der Madonna und dem hl. Sebastian (in den Uffizien zu Florenz) hervorzuheben.
In seinen allerletzten Lebensjahren war Sodoma in Siena als Künstler wenig geschätzt. Anders als Vasari behauptet, war Bazzi allerdings nicht verarmt. Er besaß im Sieneser Stadtteil Camollia ein Haus mit Atelier und ein größeres landwirtschaftliches Anwesen. Er starb in der Nacht zum 15. Februar 1549 in Siena und setzte seine Frau Beatrice zur Alleinerbin ein. Das Testament ist überliefert. Wo er begraben wurde, ist dagegen nicht bekannt.

## Herkunft des Beinamens

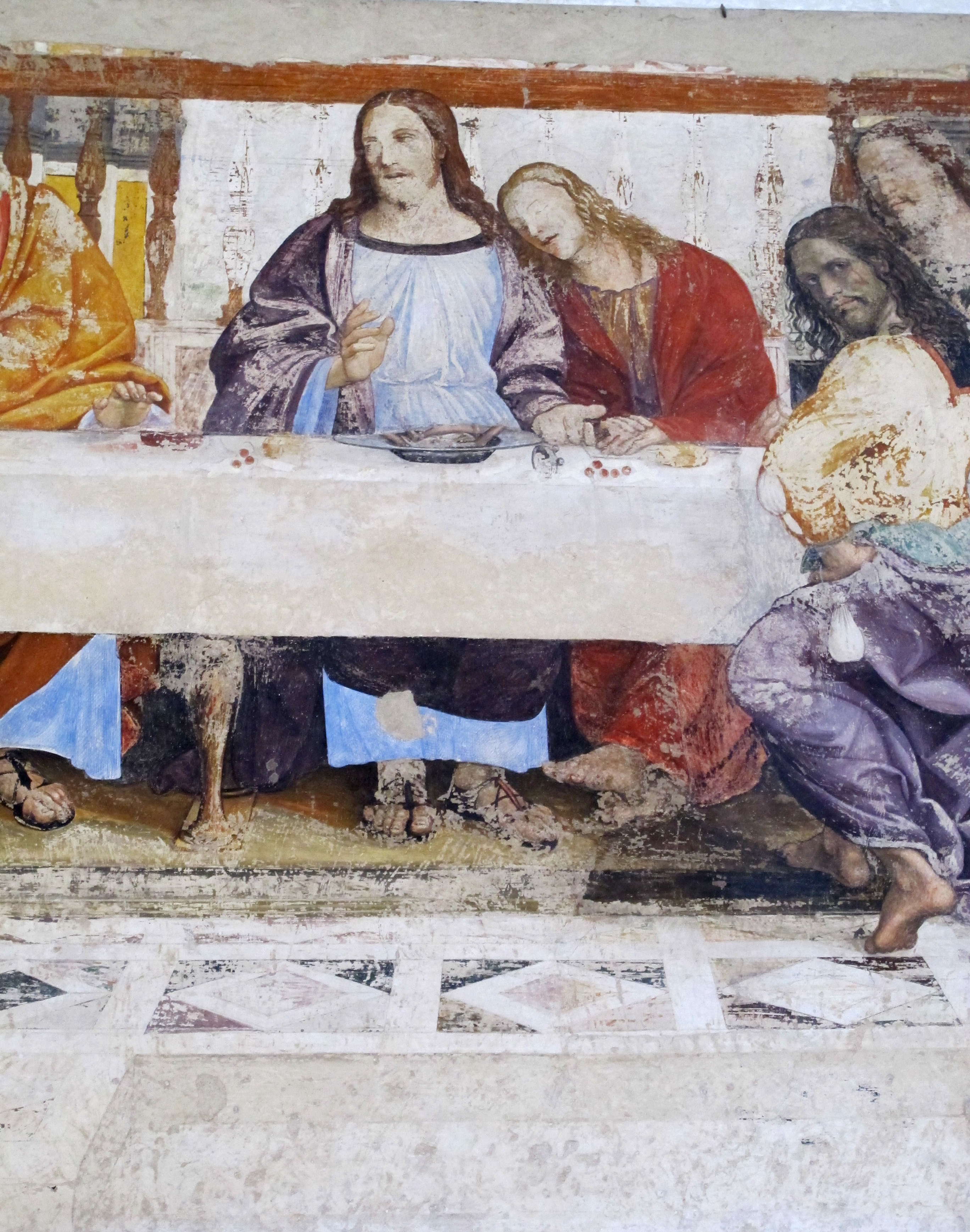
Jesus und Johannes beim Abendmahl, um 1516

Sodoma führte ein aufwändiges, exzentrisches, ausgesprochen geselliges Leben und liebte es, aufzufallen und zu provozieren. So hielt er sich in seiner Wohnung in Siena u. a. eine exotische Tier-Menagerie mit Dachsen, Papageien, Affen und sprechenden Raben. Der Kunsthistoriker Giorgio Vasari sprach ironisch von einer wahren „Arche Noah“. Bazzi kleidete sich luxuriös und soll sich am liebsten mit jungen Männern umgeben und mit ihnen ausgelassene Feste gefeiert haben. Hübsche Männer in oft zweideutigen, ja offensiven Posen dominieren viele seiner Fresken, was in der Renaissance zeittypisch war. Eindeutige Belege für seine Homosexualität gibt es zwar nicht, aber schon 1513, also noch zu seinen Lebzeiten, wurde ihm der Beiname Sodoma gegeben. Leidenschaftlich betrieb er Pferderennen: „Auf seinen Stall hielt er mehr als auf sein Atelier (…).“ Die gewonnenen Trophäen waren seine Lieblingsschaustücke. Nachdem er mit seinem Pferd ein Rennen (Palio San Bernarba) gewonnen hatte, wurde er auch öffentlich auf den Straßen von Florenz als „Sodoma“ gefeiert, was ihm offensichtlich sogar schmeichelte. Sodoma war seit 1510 mit der wohlhabenden Sieneser Wirtstochter Beatrice verheiratet und hatte mit ihr seit 1511 einen Sohn. In der Folge scheint Sodoma seine Ehefrau allerdings nur wenig beachtet zu haben. Vasari porträtiert Sodoma erst in der zweiten Auflage seiner berühmten Künstlerbiographien (1568). Zwar kritisiert Vasari Sodoma sehr gehässig als zweitrangigen Künstler, der umstrittene Beiname war jedoch, wie erwähnt, lange vorher im Umlauf: „Er hatte immer Knaben und ganz junge Leute bei sich, die er missbrauchte, weshalb er Sodoma genannt wurde. Weit entfernt aber, sich darüber zu ärgern oder zu erzürnen, rühmte er sich dessen vielmehr, dichtete Stanzen und Lieder darauf und sang sie ohne Umstände zur Laute.“ Die Mönche von Monte Oliveto sollen Bazzi seinerzeit den weniger eindeutigen Spitznamen „Mattaccio“ bzw. „Matazo“ (Clown, „verrückter Hund“. Erznarr) gegeben haben. Vasari ist es jedenfalls zu verdanken, dass der Beiname Bazzis nicht in Vergessenheit geriet und der Künstler als „Sodoma“ in die Kunstgeschichte einging.

## Hauptwerke

### Galerie

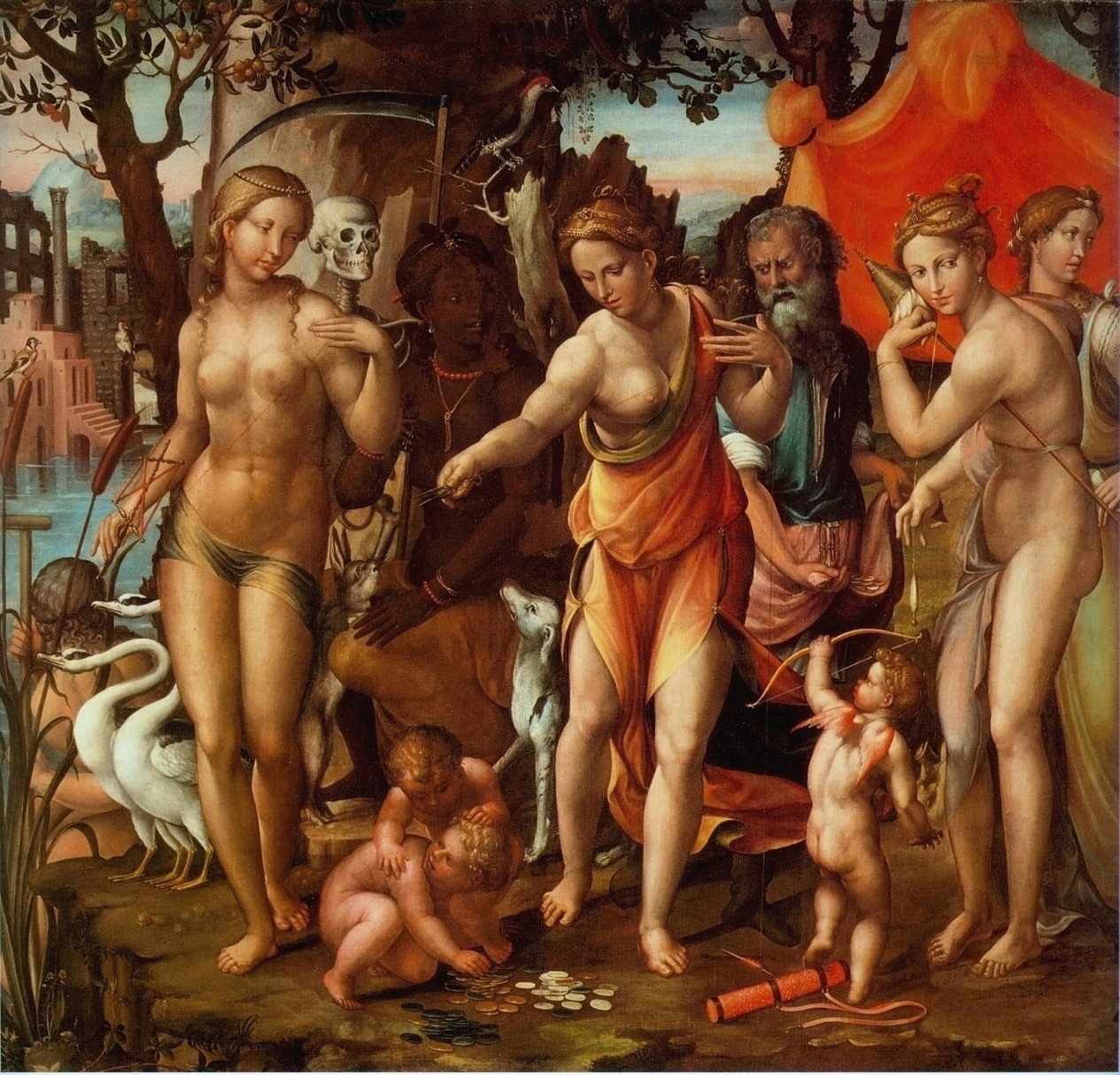
Die drei Parzen
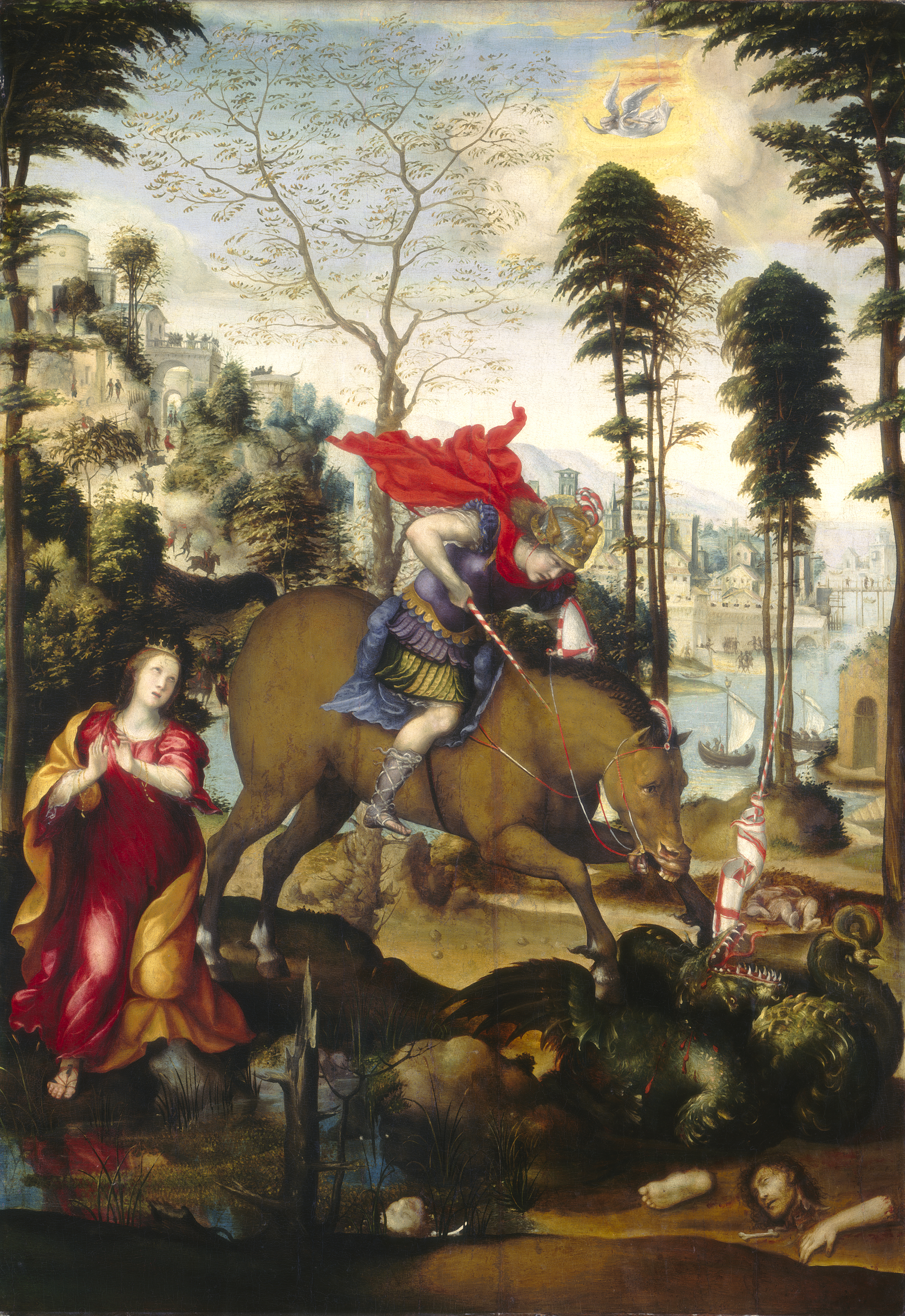
St. Georg
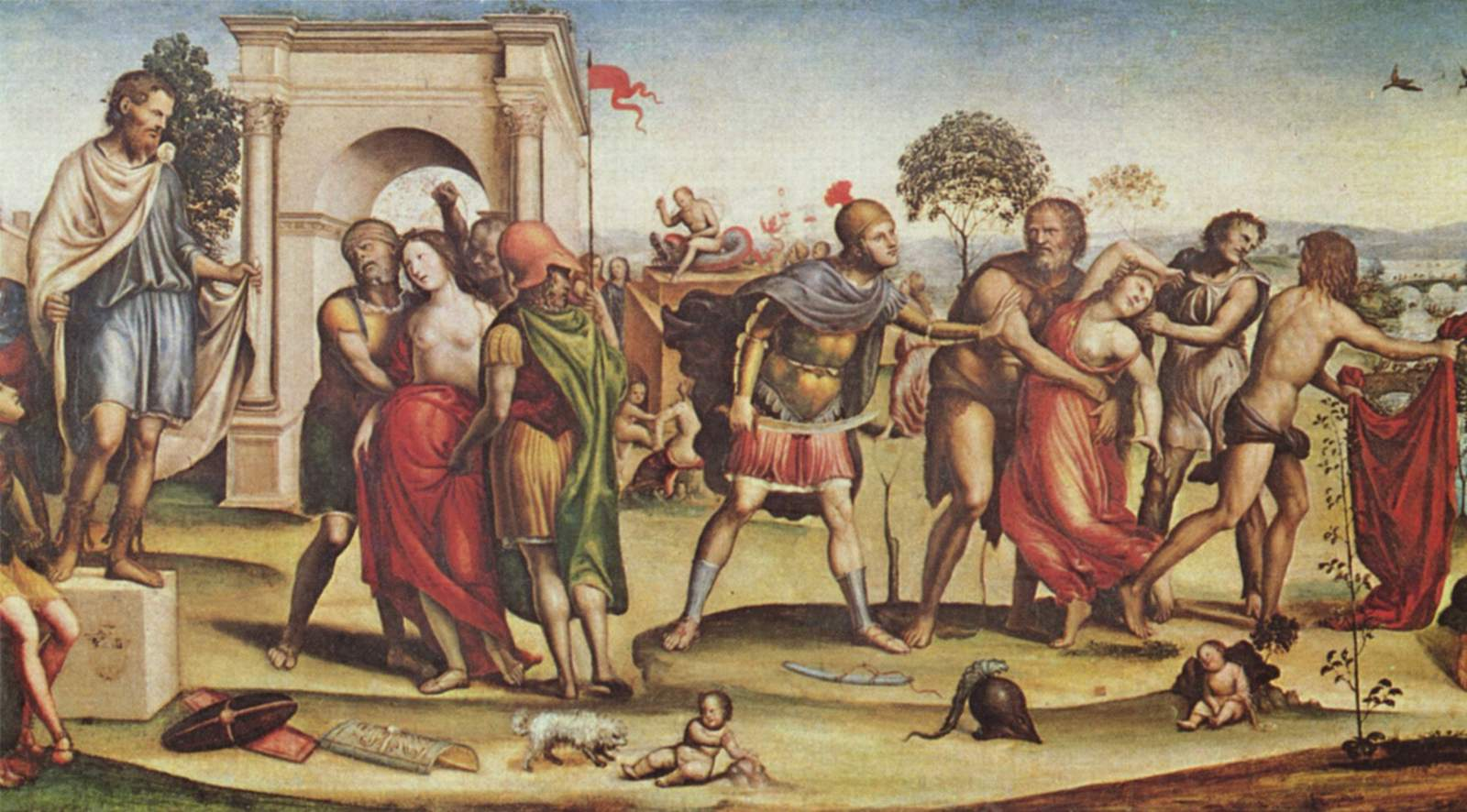
Raub der Sabinerinnen
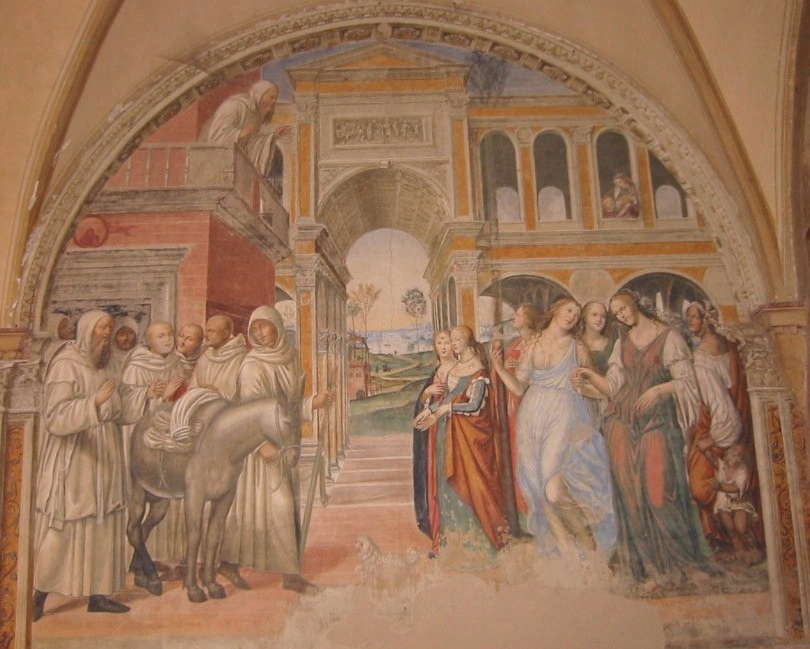
Monte Oliveto Maggiore: Die Benediktiner-Mönche werden von Kurtisanen in Versuchung geführt
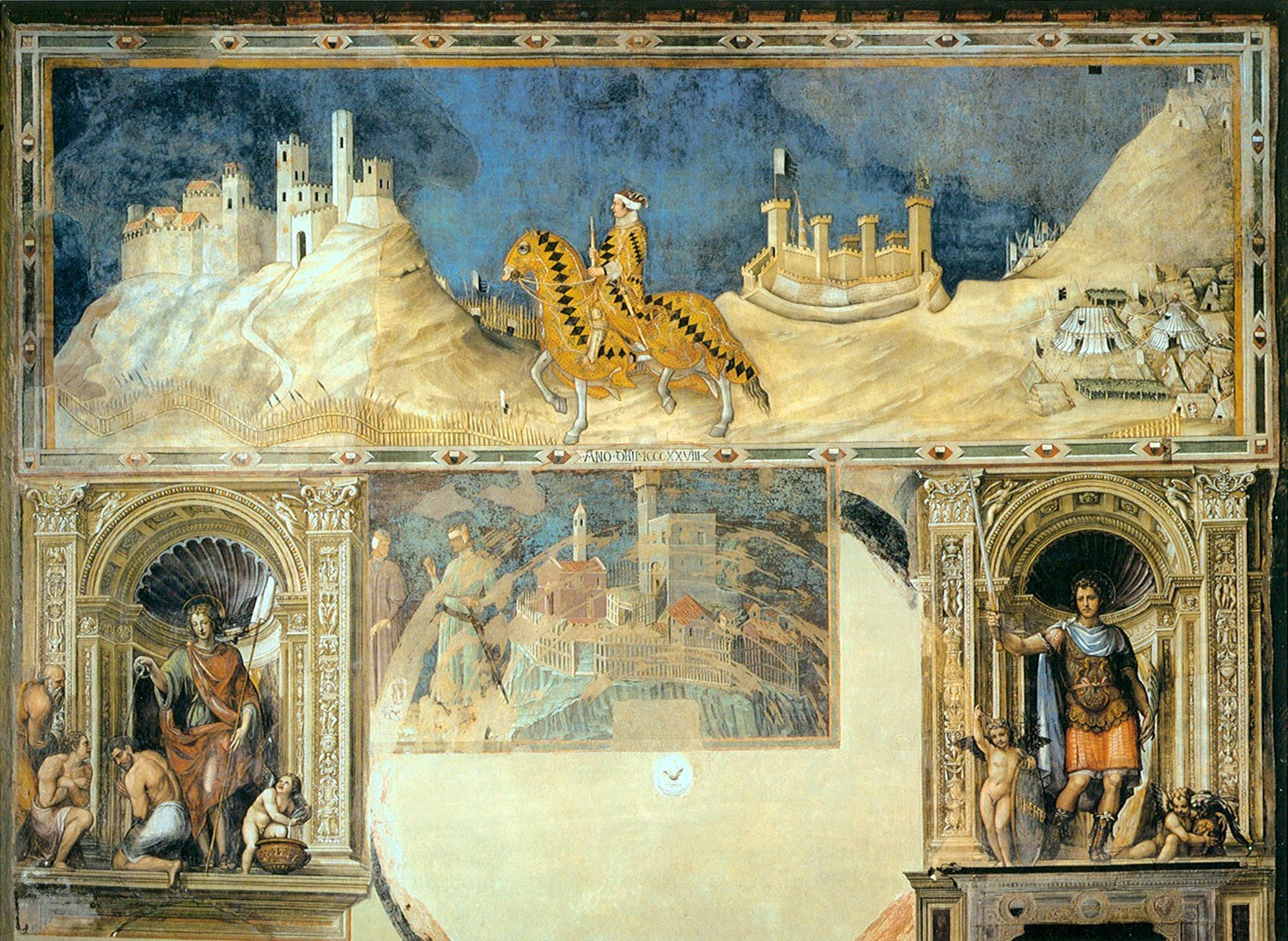
Reiterporträt des Guidoriccio da Fogliano mit den Heiligen Victor und Ansanus

### Fresken
- Ehemaliges Benedektinerkloster Sant’Anna in Camprena bei Pienza (1503–1507)
- 24 Fresken zur Legende des heiligen Benedikt im Kloster Monte Oliveto Maggiore bei Asciano (seit 1505)
- zwei Fresken aus der Alexandergeschichte in der Villa Farnesina zu Rom (seit 1508)
- Padre Eterno (Fresko, Cappella del Sacramento, Chiesa di San Niccolò del Carmine, Siena)

### Tafelbilder
- Kapelle der hl. Katharina in San Domenico zu Siena (seit 1518): „Kreuzabnahme“ (1505, Siena, Pinacoteca Nazionale)
- „Anbetung der Heiligen Drei Könige“ (1505, Siena, Sant’Agostino)
- „Hl. Sebastian“ (Florenz, Galleria degli Uffizi, Uffizien)
- „Opfer Abrahams“ (1542, Pisa, Dom zu Pisa)